# Waggon- und Maschinenbau Görlitz
Die Waggon- und Maschinenbau AG Görlitz (WUMAG) war ein Hersteller von Schwermaschinen und Eisenbahnfahrzeugen. Das Unternehmen bestand bis 1946. In Traditionslinie stehen auch danach mehrere Unternehmen, die den Namen WUMAG teils bis heute fortführen. Die WUMAG blickt auf eine über 160 Jahre währende Geschichte zurück und prägte die wirtschaftliche Landschaft in Görlitz, und später in Krefeld, wie kaum ein zweites Unternehmen. Die Geschichte der WUMAG reicht von der anfänglichen Kutschenbauwerkstatt über ein eigenständiges, deutschlandweit agierendes Großunternehmen bis zum heutigen Metallbauunternehmen WUMAG texroll.

## Die Jahre bis 1945

### Anfänge
Am 5. Juni 1828 gründete Johann Christoph Lüders in Görlitz eine Sattler- und Lackiererwerkstatt am Obermarkt. Neben den Sattler- und Lackierarbeiten stellte er auch Wagen der unterschiedlichsten Art her. Bereits ein Jahr später, im April 1829, zog sein Betrieb in die obere Langengasse, wo er nun als Sattler und Wagenbauer firmierte. Aber auch diese Räumlichkeiten reichten auf Grund seines steigenden Renommees bald nicht mehr aus, so dass er an den Demianiplatz umzog. Zu dieser Zeit schrieb die Stadt Görlitz den Bau von zwei achtachsigen Eisenbahnwaggons für den Holztransport aus, da der Stadt nordöstlich große Forstgebiete in der Görlitzer Heide gehörten. Auch Lüders beteiligte sich zusammen mit dem Schlossermeister Conrad Schiedt an der Ausschreibung. Am 19. Oktober 1849 entschied sich die Stadtverordnetenversammlung für Lüders und Schiedt. Dieses Datum gilt als Geburtsstunde des Görlitzer Waggonbaus. Conrad Schiedt lieferte das notwendige Eisenmaterial aus seiner Fabrik für Eisen- und Maschinenwaren in der Büttnergasse und wirkte beim Bau der Holztransportwagen mit. Im Jahr 1849 verlegte Lüders die Produktion in die Brunnenstraße.
Lüders erkannte den wachsenden Markt für die Entwicklung und den Bau von Eisenbahnwaggons. Schon 1852 lieferte seine Fabrik 81 Waggons aus, die von bereits 205 Mitarbeitern aus neun Gewerken gefertigt wurden. Nun forderte die steigende Produktion wieder eine Erweiterung des Unternehmens. Hierzu erwarb und bebaute Lüders 1853 weiteres Gelände an der Brunnenstraße und stattete die Fabrik mit einer Dampfmaschine samt Dampfhammer aus. Dies war der Start der industriellen Produktion.
In den Folgejahren folgten weitere Dampfmaschinen und Werkstätten sowie ein dampfgetriebenes Schmiedewerk. Auch die Mitarbeiterzahl stieg weiter bis auf 500 im Jahr 1862. Die Produktion nahm von 300 Eisenbahnwaggons im Jahr 1856 bis auf 426 im Jahr 1869 zu, darunter befanden sich auch Militärwaggons für den Vizekönig von Ägypten. Die wichtigsten Abnehmer waren jedoch neben den Privatbahnen die preußische und sächsische Staatsbahn, die im Werk vor allem zweiachsige Abteilwagen bauen ließen. Der Transport der Waggons wurde damals noch mittels mit Pferden bespannter Transportfahrzeuge bis zu den Gleisanlagen am Bahnhof realisiert, deshalb verhandelte Lüders erstmals 1868 mit der Stadt über eine eigene Gleisanbindung des Werkes über die Hilgergasse und die Brautwiesen zum Bahnhof. Das Projekt konnte jedoch nicht realisiert werden.

### Aktiengesellschaft für Fabrikation von Eisenbahnmaterial zu Görlitz / Waggonfabrik Görlitz Aktiengesellschaft

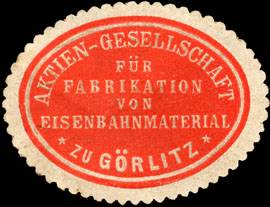
Siegelmarke der Aktien-Gesellschaft für Fabrikation von Eisenbahnmaterial zu Görlitz

Anfang 1869 verkaufte Lüders seine Eisenbahnwagen-Bauanstalt an den Berliner Kaufmann J. Mamroth für 600.000 Taler. Dieser trieb sofort seine Pläne voran, das Unternehmen in eine Aktiengesellschaft umzuwandeln. Hierzu wurde ein Gründungskomitee gebildet, dem unter anderem der königlich sächsische Finanzrat und Direktor der Sächsischen Staatsbahn Max Maria Freiherr von Weber, der königliche Regierungs- und Baurat sowie Direktor der Breslau-Schweidnitz-Freiburger Eisenbahn Carl Vogt und der kaiserlich-königliche Hofrat und Generaldirektor der Kaiser Ferdinands-Nordbahn Wilhelm Eichler von Eichkron angehörten. Am 3. Februar 1869 inserierte man in zahlreichen Zeitungen und bewarb die Beteiligung an der zu gründenden Aktiengesellschaft. Bereits am 10. Februar 1869 bei Schließung der Zeichnung waren statt der nötigen 800.000 Taler 2 Millionen Taler gezeichnet. Am 26. Mai des gleichen Jahres ging das Unternehmen in Besitz der Aktiengesellschaft über und wurde 21. Juni 1869 in das Gesellschaftsregister beim Königlichen Kreisgericht Görlitz eingetragen. Christoph Lüders schied auf eigenen Wunsch aus dem Unternehmen aus, obwohl man ihm die Stelle als technischem Leiter unter dem Direktor Heinrich August Samann anbot.

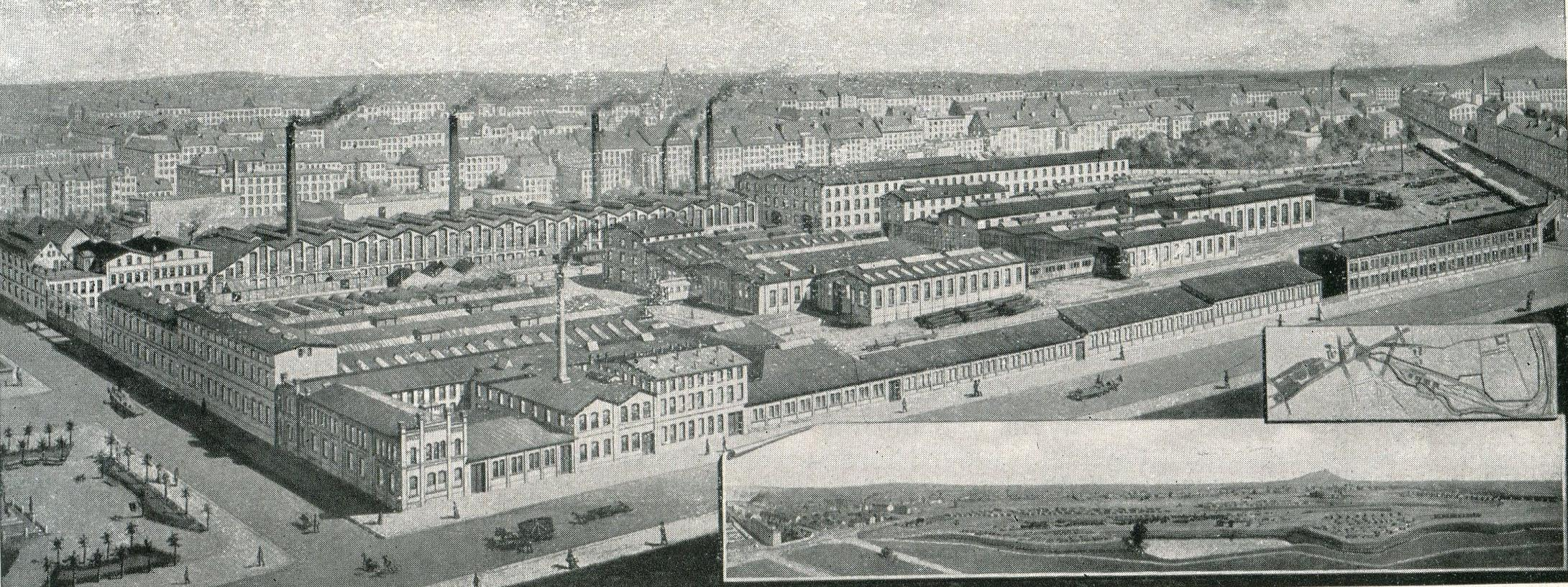
Blick auf den Waggonbau, Werk I, um 1900

Die Aktiengesellschaft gründete 1871 eine eigene Betriebskrankenkasse, die den Mitgliedern freie ärztliche Behandlung, freie Arznei oder Kur- und Verpflegung zusicherte sowie bei Erwerbsunfähigkeit Krankengeld und im Todesfall Sterbegeld gewährte. Weiterhin wurde 1883 eine Pensionskasse eingerichtet, aus der angestellten Beamten und Arbeitern bei Dienstunfähigkeit eine Rente finanziert wurde. Außerdem bestanden noch zahlreiche weitere Wohlfahrtseinrichtungen für die Angestellten.
Im ersten Halbjahr 1869 konnte die Aktiengesellschaft bereits Bestellungen aus dem In- und Ausland im Wert von über 615.000 Talern in ihren Büchern verzeichnen. Der Großteil der Bestellungen ging noch auf die Zeit von Christoph Lüders zurück. Um auch der weiter steigenden Nachfrage gerecht zu werden, stockte man die Tischlerei auf, baute einen neuen Montageschuppen mit Oberlichtern und erweiterte die Schneidmühle (Sägewerk). Man blieb jedoch auf dem angestammten Gelände an der Brunnenstraße. Bis 1872 stieg der Umsatz auf 1.551.918 Taler bei 1.222 Arbeitern. Es wurden knapp 2.000 Wagen in diesem Jahr hergestellt, darunter zum Großteil Gepäck- und Güterwagen. Trotz des hohen Umsatzes fielen 1872 und das Folgejahr ohne Gewinn aus. Grund dafür waren vor allem steigende Rohstoff- und Halbzeugpreise, Spekulationsgeschäfte und zahlreiche Unternehmensneugründungen im Schienenfahrzeugbau. Erst im Geschäftsjahr 1874/1875 konnte man wieder eine Dividende von 4 Prozent an die Aktionäre ausschütten. Der auf Grund des Konjunkturrückganges, aber der trotzdem steigenden Anzahl an Wagenbauunternehmen aufgebaute Kapazitätsüberschuss hielt die Gewinne auch in den folgenden Jahren niedrig. Um eine Preisstabilität und bessere Gewinne zu erzielen, gründeten 1877 achtzehn Waggonbauunternehmen den Deutschen Wagenbauverein.
Auch der bereits von Christoph Lüders projektierte Gleisanschluss zum Bahnhof wurde wiederaufgenommen, jedoch wurde der Streckenverlauf durch die Stadt bzw. die Polizei nicht genehmigt. Erst am 14. Dezember 1881 einigte man sich auf den Gleisverlauf über die Hilgerstraße, den Leipziger Platz und die heutige Landskronstraße quer über den späteren Brautwiesenplatz und weiter parallel zur heutigen Brautwiesenstraße. Die Übergabe der Wagen auf Bahngelände erfolgte über eine Drehscheibe an der heutigen Rauschwalder Straße in Höhe des Consum-Vereins bzw. des ehemaligen Kohlehandels. 1882 nahm man den Verkehr auf dem Zubringergleis auf, jedoch wurden die Wagen noch bis 1892 von Pferden statt von Lokomotiven zum Bahnhof gezogen.

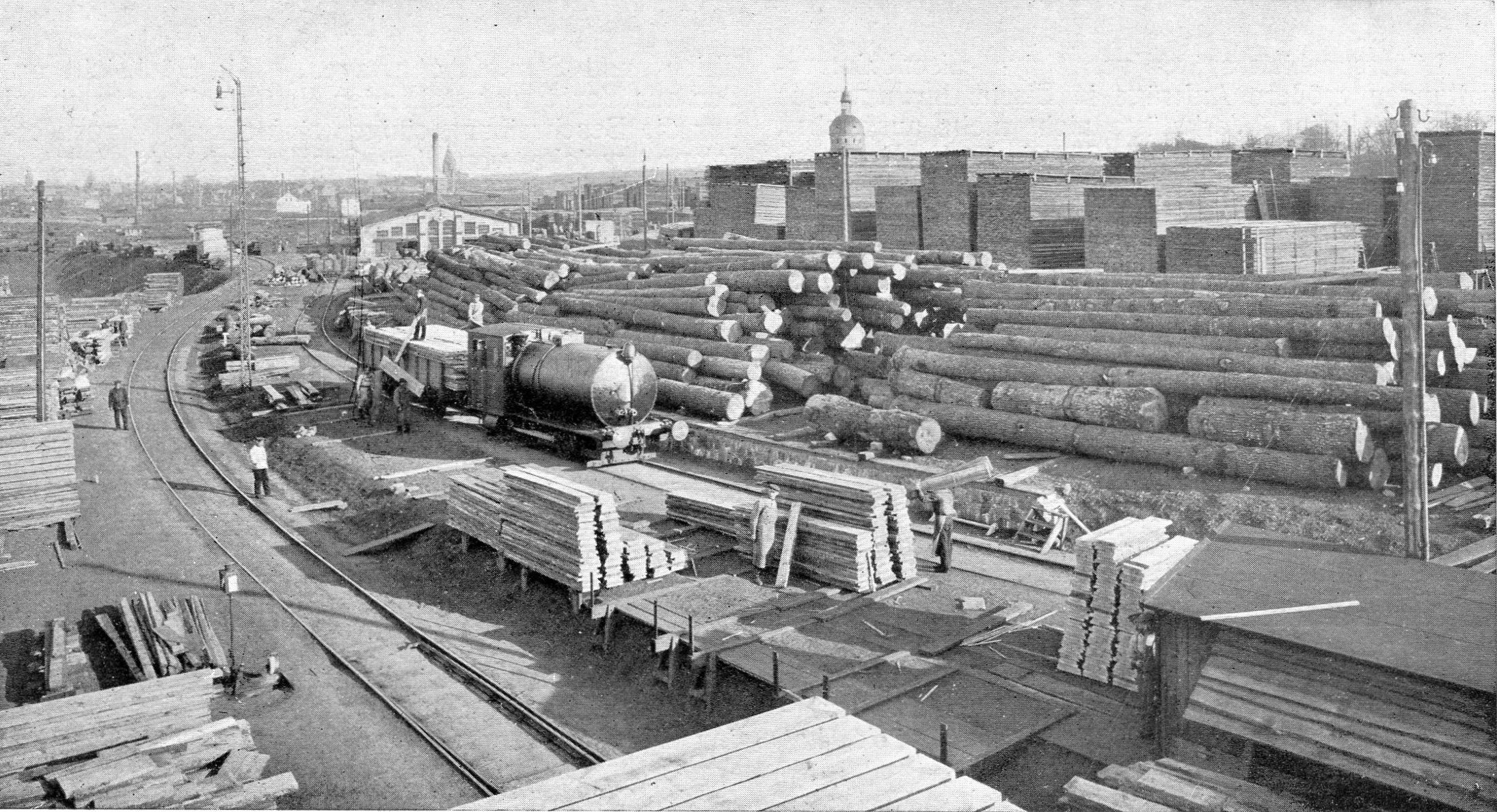
Die Holzablage im Werk II, in der Bildmitte eine Dampfspeicherlok, um 1900

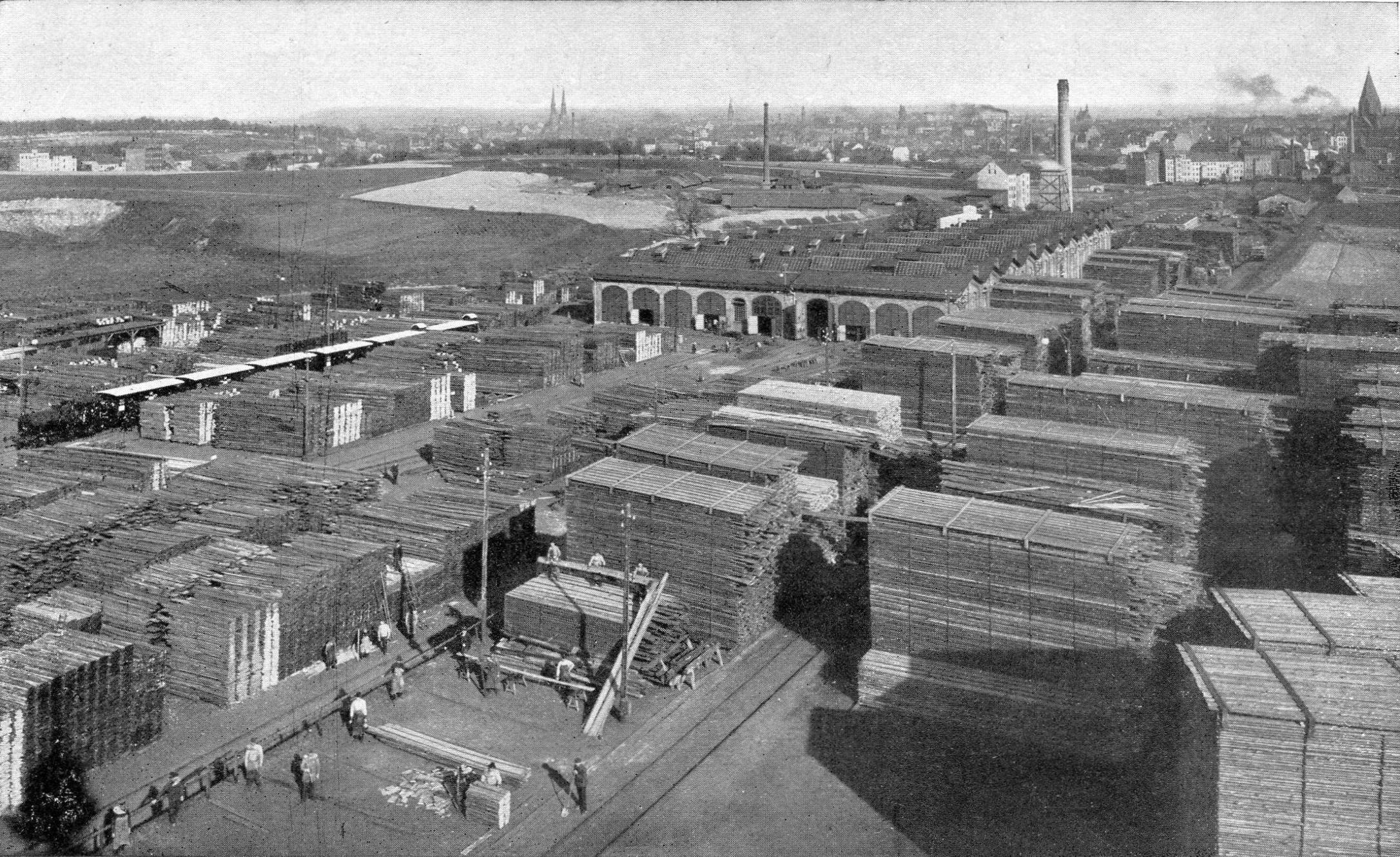
Das Werk II des Görlitzer Waggonbaus, um 1900

In den 1880er Jahren nahmen die Bestellungen so weit zu, dass wieder einmal eine Erweiterung des Fabrikgeländes nötig wurde. Im Jahr 1887 beschloss der Aufsichtsrat einen schrittweisen Ausbau, der ungefähr 15 Jahre in Anspruch nehmen sollte. Man verbesserte die räumlichen Verhältnisse durch Umbauten in den einzelnen Werkstätten und schuf einige Werkstätten neu, wie z. B. die Lackiererei. Auch der Maschinenpark wuchs weiter und damit das benötigte Material. Die Lagerplätze längs der Hohen Straße reichten nicht mehr aus, so dass man sich nach anderen Lagerplätzen umsehen musste. Im Jahr 1896 erwarb die Gesellschaft dazu den 5,75 Hektar großen Horschigschen Stadtgarten etwa 300 Meter entfernt auf der anderen Seite der Pontestraße. Auf diesem Areal entstand später das Werk II. Damals wurden hier noch Holz, Radsätze und Stahl gelagert. Weiterhin wurden auf dem Gelände Unterkünfte für Kutscher und Stallungen für die Arbeitspferde geschaffen. Weitere zwei Jahre später konnte das Gelände nochmals um das 8,83 Hektar große Gebiet des Vorwerks Leontinenhof erweitert werden. Damit reichte das Grundstück bis an die Berlin-Görlitzer Eisenbahn heran und ein direkter, privater Anschluss an die Staatsbahngleise wurde möglich. Jedoch musste der städtische Magistrat noch das etwa 300 Meter lange Gleisstück zwischen Werk I und Werk II quer über die Pontestraße genehmigen. Dies geschah nach kurzer Zeit, da damit der alte Anschluss über die Landskronstraße und die Brautwiesen hinfällig wurde. Ab 1901 rollten die ersten fertiggestellten Wagen, gezogen von zwei werkseigenen Dampfspeicherlokomotiven, über den neuen Gleisanschluss zum Görlitzer Bahnhof.
Am 12. Juli 1903 wurde anlässlich des 100. Geburtstags von Johann Christoph Lüders ein auf Kosten der Aktiengesellschaft in Auftrag gegebenes Bronzedenkmal auf dem bereits am 28. Juni desselben Jahres nach ihm benannten Christoph-Lüders-Platz (heute: Burjan-Platz) enthüllt. Das Denkmal zeigte Lüders auf einem steinernen Sockel ab der Hüfte aufwärts mit einem Maßstab in der einen und einer Zeichnung in der anderen Hand. Vor ihm stand auf einem Granitsockel ein Schmied mit Hammer und Amboss als Zeichen der Anerkennung der Fabrikarbeiter.
In den Folgejahren entstanden zwei elf Meter tiefe Brunnen samt einem Wasserturm auf dem Gelände des Werks II (1906) zur Deckung des steigenden Wasserbedarfs der Gewerke sowie neue bzw. ausgebaute Werkstätten auf dem Areal des Werks I an der Hilgerstraße. Es wurde auch ein Terminplan für den weiteren Ausbau des Werks aufgestellt. Dieser beinhaltete den Neubau der Schmiede einschließlich eines Kesselhauses im Werk II, den Neubau eines Holzbearbeitungszentrums im Werk II, den Neu- und Ausbau der Eisenbearbeitung ebenfalls im Werk II und den Umbau der Stellmacherei und Lackiererei im Werk I. Der Umbau wurde während des Ersten Weltkriegs abgeschlossen, obwohl zahlreiche Arbeiter zum Kriegseinsatz eingezogen waren. Die fehlenden Männer wurden anfangs durch Frauen, später auch durch Kriegsgefangene ausgeglichen. Auch aufgrund des Kriegs und der damit verbundenen Produktion von ca. 3000 Militärfahrzeugen wurde das Geschäftsjahr 1917/18 mit einem Rekordumsatz in Höhe von ungefähr 23,5 Millionen Mark abgeschlossen.
Im Jahr 1914 wurde der Verband Deutscher Waggonbaufabriken GmbH (ab 31. März 1921: Verein Deutscher Waggonbaufabriken) gegründet, dem neben dem Görlitzer Waggonbau auch alle Unternehmen aus der bisherigen Deutschen Wagenbauvereinigung beitraten. Die bedeutendste Neuheit dieses Verbands war, dass er sich nicht mehr wie seine Vorgängerinstitution in die Verteilung der staatlichen Aufträge einmischte.
Am 22. Oktober 1919 wurde auf einer Generalversammlung die Firma der Gesellschaft im §1 des Gesellschaftsvertrags von Aktiengesellschaft für Fabrikation von Eisenbahnmaterial zu Görlitz in Waggonfabrik Görlitz Aktiengesellschaft geändert. Unter der neuen Firma wurde jedoch nur kurze Zeit produziert und verkauft.

### Waggon- und Maschinenbau AG (WUMAG)

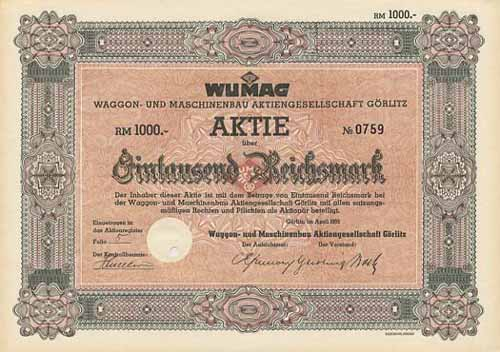
Aktie über 1000 RM der WUMAG

Am 6. Januar 1921 fusionierte die Waggonfabrik Görlitz mit der Görlitzer Maschinenbau AG und der Cottbusser Maschinenbau-Anstalt und Eisengießerei AG zu einer neuen Aktiengesellschaft, die unter Waggon- und Maschinenbau Aktiengesellschaft Görlitz (WUMAG) firmierte. Die Kurzbezeichnung wurde noch im September des gleichen Jahrs als geschütztes Warenzeichen eingeführt.

#### Abteilung Waggonbau
Auch an der Waggonbauabteilung ging die wirtschaftliche Flaute nicht vorbei. Die Gründe hierfür war wie in den Vorjahren die Überkapazität der deutschen Waggonbauindustrie, aber natürlich generell ebenso die Hochinflation und die damit einhergehende finanzielle Schieflage der 1920 gegründeten Deutschen Reichsbahn. Um die Zusammenarbeit zwischen einigen Waggonbauwerken zu stärken, gründeten acht Unternehmen – darunter auch die WUMAG – die Eisenbahn-Liefergemeinschaft GmbH (EISLIEG). Die EISLIEG war eine Gesellschaft, die den Verkauf der von den acht Gründungsmitgliedern hergestellten Waren und den Rohstoff- und Halbzeugeinkauf organisierte. Die Gesellschaft übernahm auch eine einheitliche Werbung für alle Betriebe sowie eine Arbeitsteilung zwischen den Werken. Im Jahr 1925 zeichnete sich jedoch für die WUMAG ab, dass sich die Zusammenarbeit in der EISLIEG nicht rechnete. So war der Austritt der WUMAG aus der Liefergemeinschaft im Dezember 1925 die logische Folge.

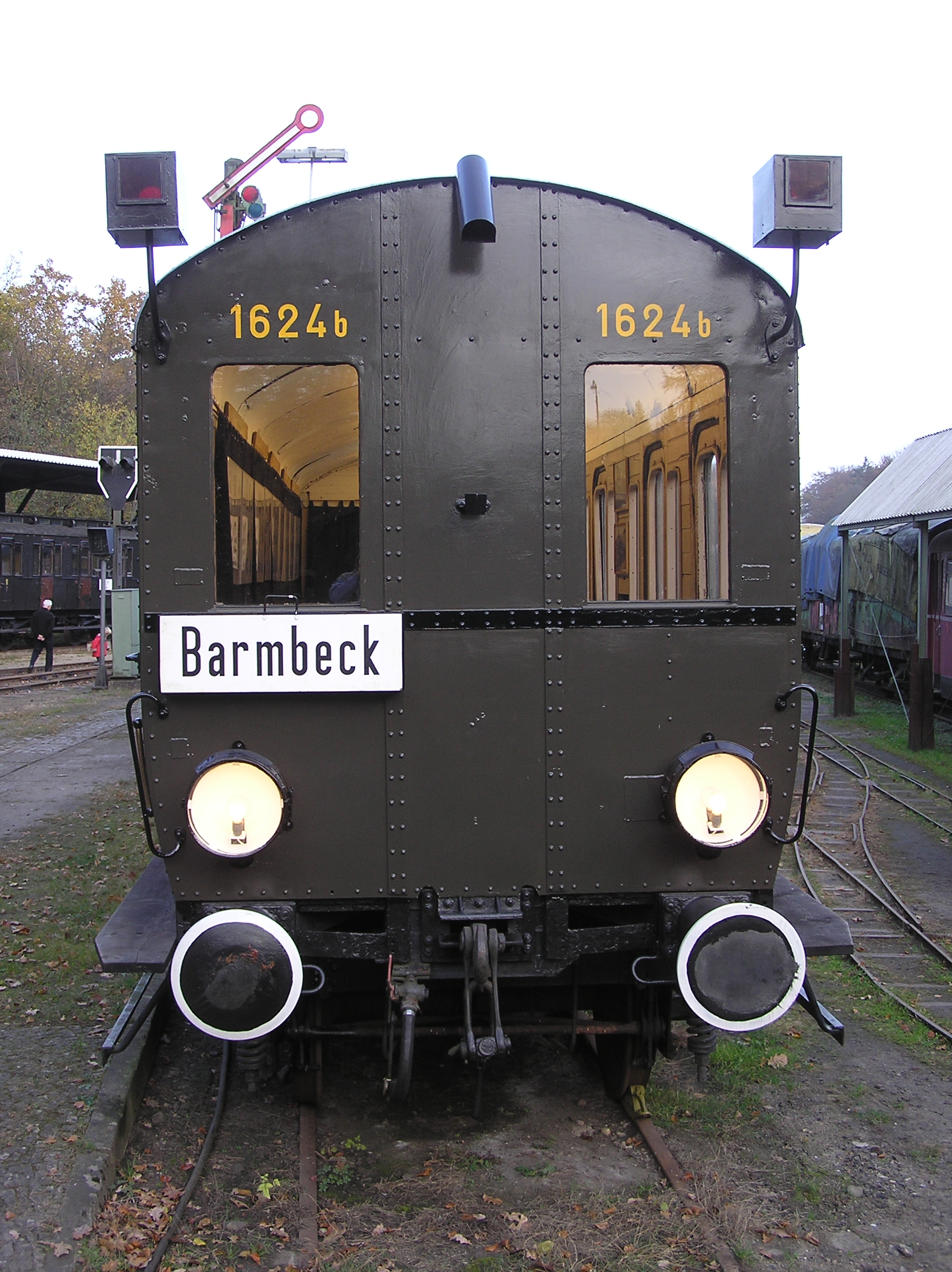
Hamburger S-Bahn-Wagen elT 1624

Auf der Eisenbahntechnischen Ausstellung in Seddin von Juni bis Oktober 1924 trat die WUMAG noch als Teil der Liefergemeinschaft auf und zeigte auf ihrer Ausstellungsfläche unter anderem die neuen S-Bahn-Triebwagen der Bauart Bernau für Berlin und die späteren Reichsbahnbaureihen 1589a/b bis 1645a/b für die Hansestadt Hamburg, einen vierachsigen 1.-Klasse-D-Zug-Wagen für Rumänien und Jugoslawien, einen zweiachsigen Einheits-Abteilwagen sowie zahlreiche Gepäck- und Güterwagen. Auch eine von der WUMAG neu entwickelte Drehgestellgeneration – die Drehgestelle der Bauart Görlitz – wurde vorgestellt. Drehgestelle der Bauart Görlitz werden bis heute noch unter dem gleichen Namen, aber in weiterentwickelter Form in Reisezugwagen verbaut.
Neben der Produktion von Eisenbahnwaggons wurden in den 1920er Jahren von der WUMAG auch „Oekonom“-Großflächen-Lastkraftwagen nach dem Patent von Thilo Kipping sowie Omnibusse für die Reichspost gebaut. In Zusammenarbeit mit dem Unternehmen Kaelble entwickelte man Straßen-Nutzfahrzeuge, darunter auch Straßenrollfahrzeuge für den Waggontransport auf der Straße.
Die Deutsche Reichsbahn-Gesellschaft (DRG) entwickelte 1926, nach Versuchen der sieben übrig gebliebenen Unternehmen der Eisenbahn-Liefergemeinschaft GmbH (EISLIEG) eine einheitliche Leitung in der Wagenbauindustrie herbeizuführen, um deren Absatz zu sichern und die Konkurrenzkämpfe untereinander zu überwinden, einen eigenen Plan für die Vergabe ihrer Aufträge an Lieferanten. Im gleichen Jahr schlossen die DRG und 30 Waggonbauunternehmen den Reichsbahnvertrag über die Vergabe von staatlichen Aufträgen über fünf Jahre mit der Option, den Vertrag danach zu verlängern. Die DRG verpflichtete sich, ca. 90 Prozent ihrer Wagenbauaufträge an die 30 Unternehmen zu vergeben, die sich mittlerweile zur Deutschen Wagenbau-Vereinigung (DWV) zusammengeschlossen hatten. Die Verteilung der Aufträge unter den Vereinsmitgliedern schlüsselte sich nach einem festgelegten Prozentsatz auf. Im Jahr 1937 gehörten noch 19 Unternehmen zur Vereinigung, die eine Quote von 6,6 % für die Görlitzer WUMAG festlegten. Damit lag der Görlitzer Waggonbau auf Platz fünf in der Verteilungsrangliste nach den Vereinigten Westdeutschen Waggonbaufabriken AG in Köln (20,076 %), Linke-Hofmann Werke AG in Breslau (14,631 %), Waggon- und Maschinenfabrik AG vormals Busch Bautzen (8,757 %) und Orenstein & Koppel AG in Berlin (7,184 %).

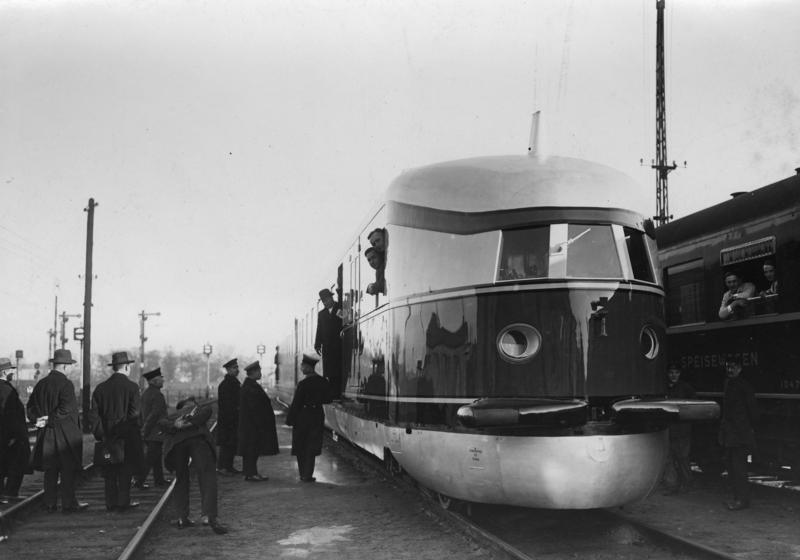
Der Fliegende Hamburger (DR-Baureihe 877)

In den 1920er und 1930er Jahren lag in der Waggonbauabteilung der WUMAG das Hauptaugenmerk auf der Weiterentwicklung der Drehgestelle der Bauart Görlitz, der Leichtbauweise vor allem für Triebwagen und auf dem Einsatz von neuen Fügetechniken, wie z. B. der Schweißtechnik anstelle von Nietverbindungen. Beispiele für die Weiterentwicklung im Leichtbau waren das Musterfahrzeug eines vierachsigen Leichtbau-D-Zug-Gepäckwagens „Berlin“ aus dem Jahr 1941 und die zahlreichen in Görlitz gebauten Leichttriebwagen. Der wohl bekannteste Triebwagen aus Görlitzer Produktion ist der VT 877, besser bekannt unter dem Namen „Fliegender Hamburger“ für den Städteschnellverkehr zwischen Berlin und Hamburg. Neben Gepäck-, Güter- und Straßenbahnwagen sowie elektrischen und dieselbetriebenen Triebzügen wurden bei der WUMAG 1935 erstmals in Deutschland Doppelstockwagen moderner Konzeption für den Wendezug-Schnellverkehr zwischen Hamburg und Lübeck für die Lübeck-Büchener Eisenbahn (LBE) entworfen und gebaut. Das Doppelstockwagenkonzept war die Grundlage für die Entwicklung der Doppelstockwagen in der späteren DDR-Zeit.
Mit der Machtergreifung der Nationalsozialisten im Jahr 1933 wurde durch die neue Staatsführung das Augenmerk vor allem auf die Aufrüstung und das Automobil gelegt. Die Deutsche Reichsbahn passte 1939 auch ihr Fahrzeugbeschaffungsprogramm an und bestellte von nun an verstärkt Güterwagen für kriegswichtige Zwecke. Kurz darauf wurden Forderungen laut, die Produktion von Personenwagen einzustellen und die Fertigung nur noch auf Rüstungsgüter und Transportwagen umzulenken. Doch dies konnte die Deutsche Wagenbau-Vereinigung erfolgreich verhindern. Der Bau von Personenwagen wurde jedoch die folgenden Jahre weiter gedrosselt. So wurden einige Personenwagen ohne Innenausrichtung und später als Lazarettwagen genutzt. Die Produktion von Lokomotiven und Güterwagen wurde von staatlichen Kommissionen kontrolliert und gelenkt. Für den Waggonbau war der Sonderausschuß Eisenbahnwagen zuständig, dessen Sitz nach den verstärkten Bombardements auf die Reichshauptstadt Berlin nach Görlitz umzog. Einzelne Abteilungen des Ausschusses befanden sich auch in Bautzen und Niesky. Der Ausschuss koordinierte neben dem Neubau von Güterwagen auch die Reparaturarbeiten an Wagen aller Gattungen. Der Sonderausschuss setzte zahlreiche Rationalisierungsmaßnahmen durch und griff tief in die Fertigungsabläufe der Unternehmen ein. So wurde bei der WUMAG eine Fertigungsstraße eingerichtet, die einen täglichen Ausstoß von 25 Rungenwagen ermöglichte.
Die WUMAG stellte seit Anfang der 1930er Jahre auch Militärfahrzeuge her, darunter befanden sich auch geländegängige Lastkraftwagen für die Wehrmacht. Weiterhin wurden im Rahmen des Kriegsprogramms auch Schallmess-, Funk-, Schützenpanzer- und MG-Wagen, Aufbauten für Krankenfahrzeuge, Panzeraufbauten, Sonderanhänger, Ersatzfeldwagen, Sanitätsschlitten sowie Überladebrücken gebaut. Ab 1942 baute die WUMAG im Auftrag der Deutschen Reichsbahn einen einteiligen Straßenroller mit 12 nur außen liegenden Rädern. Er hatte eine Gesamtlänge von 8,84 Metern und eine Nutzlast von 40 Tonnen. Die Abteilung Waggonbau war somit auch ein wichtiger Rüstungsbetrieb im Dritten Reich.
Am 17. September 1941 brach in der Sattlerei und Lackiererei im Werk I ein Feuer aus, das sich zum Großbrand entwickelte. Obwohl sämtliche Feuerwehren der Stadt, des Waggonbaus und des Flugplatzes ausrückten, konnten je nach Quelle zwischen 15 und 17 Werksangehörige nicht mehr aus den Flammen gerettet werden. Weitere 27 bis 33 Mitarbeiter wurden schwerverletzt in das städtische Klinikum eingeliefert. Die Brandursache konnte nie endgültig geklärt werden. Es gab Spekulationen, dass Funken eines schleifenden Lüfterrads den Farbnebel entzündet haben könnten. Dies konnte jedoch nicht nachgewiesen werden. Ein Gutachten des Kriminaltechnischen Instituts Breslau stellte zumindest fest, dass es sich nicht um Brandstiftung handeln konnte. Trotzdem wurde schnell ein vermeintlicher Schuldiger gefunden. Der Lackierer Rudolf Hartmann wurde der Brandstiftung beschuldigt und im nachfolgenden Prozess zum Tode verurteilt und am 21. Oktober 1942 in Breslau hingerichtet. Die Prozessakten sind mittlerweile verschwunden. Eine Gedenktafel am Karl-Marx-Klubhaus erinnerte bis zu dessen Abriss an Rudolf Hartmann. An den Brand erinnert heute nur noch die rote Fassade an der Ecke Teichstraße. Dieser Gebäudeteil wurde nach dem Brand im Jahr 1942 neu errichtet. Die Fassade durchbrach die sonst einheitlich rote Klinkerfassade und ist bis heute erhalten geblieben.
Durch den Zweiten Weltkrieg war eine Großzahl der Arbeiter und Angestellten zum Kriegsdienst eingezogen, daher mussten die Arbeitsplätze verstärkt mit Frauen, deportierten Menschen aus den besetzten Gebieten und Kriegsgefangenen besetzt werden. Die Zahl deutscher Arbeiter sank vom Oktober 1942 bis Februar 1945 von 2322 auf 1478. Die Zahl der Zwangsarbeiter und Kriegsgefangenen stieg im gleichen Zeitraum von 1090 auf 1974 an. Anfangs wurden die meisten Kriegsgefangenen vom Stammlager VIII A südlich des damaligen Görlitzer Stadtteils Moys täglich zur Arbeit in das Werk gebracht. Später folgten auch verschiedene Außenlager im Stadtgebiet. So wurde auch auf dem Gelände des Werks II der WUMAG ein Außenlager errichtet. Dieses Außenlager bestand aus sieben Baracken, in denen vor allem sowjetische Kriegsgefangene und ausländische Zivilisten getrennt voneinander untergebracht waren. Die Lagerinsassen mussten unter unwürdigsten Bedingungen leben und arbeiten. Deutschen Mitarbeitern wurde der Kontakt zu den Lagerinsassen untersagt.
Am 8. Mai 1945 besetzten sowjetische Truppen die Stadt und die ansässigen Betriebe. Oberst Morosow wurde als Kommandant für die WUMAG-Werke eingesetzt. Den deutschen Mitarbeitern der Werke wurde der Zutritt zu ihren Arbeitsstätten verboten. Im Werk I führten sowjetische Arbeitskräfte anfangs galvanische Arbeiten durch. Im Werk II hingegen wurden derweil Panzer des sowjetischen Militärs instand gesetzt. Die Werke der WUMAG zählten zur deutschen Rüstungsindustrie und waren laut sowjetischem Befehl schnellstmöglich zu demontieren. Die demontierten Anlagen und Maschinen fielen unter die Reparationsforderungen der Sowjetunion und wurden in Richtung Osten abtransportiert. Bei den Abbauarbeiten kam es in der Nacht vom 7. zum 8. August 1945 in der Stellmacherei zu einem Großbrand. Der Görlitzer Feuerwehr fehlten nach dem Kriegsende Feuerwehrleute, aber auch die entsprechende Geräte und die Fahrzeuge. Die Kameraden erhielten kurz vor Kriegsende den Befehl, die Fahrzeuge in frontfernere Gebiete abzufahren. Dank dem schnellen Eintreffen der verbliebenen Kameraden der städtischen Feuerwehr konnte jedoch das Übergreifen der Flammen auf die benachbarte Lackiererei und Tischlerei verhindert werden. Die Halle der Stellmacherei brannte völlig nieder.

#### Abteilung Maschinenbau
Bereits zwei Jahre nach der Fusion vergrößerte sich das Unternehmen durch eine weitere Zusammenführung mit der Maschinenbau-Anstalt, Eisengießerei und Dampfkesselfabrik H. Pauksch AG in Landsberg an der Warthe und der Dresdner Maschinenfabrik und Schiffswerft Uebigau AG Die fünf Betriebe waren nun eigenständige Abteilungen unter dem Dach der WUMAG, die von nun an ein deutlich größeres Portfolio hatte. Zum Programm des Unternehmens gehörte der Bau von Schiffen, Baggern, Dampfmaschinen und -turbinen, Kesseln, Dieselmotoren, Pressen, Textilveredelungsmaschinen, Eis- und Kühlmaschinen, Brennerei- und Trockenanlagen sowie Rollmaterial für die Schiene. Diese Vielfalt und Absatzprobleme in einzelnen Abteilungen während der schlechten Wirtschaftslage Anfang der 1920er Jahre führten dazu, dass bereits nach dem Geschäftsjahr 1926 die Landsberger Abteilung verkauft wurde, 1927 die Uebigauer Abteilung in eine eigenständige Aktiengesellschaft überführt wurde und schließlich 1928 auch die Cottbusser Abteilung verkauft wurde.
Die auftragsarme Zeit der Weltwirtschaftskrise ab 1929 wurde konsequent zur Weiterentwicklung der Wärmekraftmaschinenpalette genutzt, sodass hochmoderne mehrstufige Dampfturbinen bis 150.000 kW Leistung zur Verfügung standen. Die Produktion wurde im Zweiten Weltkrieg zugunsten von Kriegsmaterial auf unter zehn Stück pro Jahr reduziert. Insgesamt wurden bis 1945 791 stationäre Dampfturbinen, sechs umsteuerbare Schiffshauptantriebs-Kondensations-Dampfturbinen und elf Schiffsabdampfturbinen ausgeliefert. Neben Dampfturbinen wurden auch Teile der V2 sowie Dieselmotoren gefertigt, davon insgesamt 500 für deutsche U-Boote. Hinzu kam die Fertigung von bis zu 49.000 Granaten monatlich.

## Neubeginn nach 1945

### Abspaltung des VEB Waggonbau Görlitz
Koordinaten: 51° 9′ 25″ N, 14° 58′ 7″ O

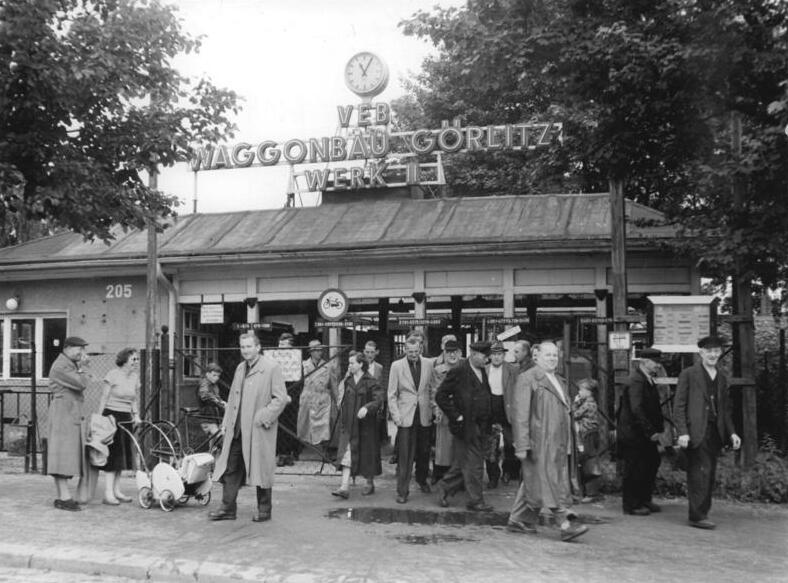
VEB Waggonbau Görlitz – Eingang zum Werk II, 1959

Da alle Vorstandsmitglieder des Unternehmens Görlitz verlassen hatten, setzte die Stadt vorerst Otto Schuhknecht und Willi Gerlach als Treuhänder ein. Die beiden Mitarbeiter meldeten sich neben ca. 140 anderen Waggonbauern bereits im Mai auf eine Bitte der Stadt, die alle Görlitzer aufrief sich in ihren angestammten Betrieben zu melden. Am 10. September 1945 übergab das sowjetische Kommando das Werk I wieder der deutschen Verwaltung. Die zurückgekehrten Arbeiter begannen mit dem Bau von Leiterwagen, vierrädrigen Wagen für die Agrarwirtschaft, Eimern und Kohleschaufeln für den lokalen Bedarf. Erst Ende Oktober nahm man die Arbeit an den ersten Reparaturaufträgen von Schienenfahrzeugen der Reichsbahn auf. Im November setzte die Stadt die bisherigen Treuhänder Schuhknecht und Gerlach als kommissarische Leiter des Waggonbaus ein. Das Werk I beschäftigte im Dezember 1945 bereits wieder 242 Arbeiter. Das Werk II wurde erst am 25. Januar des Folgejahres an die deutsche Verwaltung übergeben.
Mit der Wiederaufnahme des Betriebes im Werk II stieg die Beschäftigtenzahl bis Ende 1946 wieder bis auf 1500 Mitarbeiter. Im Jahr 1946 wurden zum Großteil zwei- und vierachsige Güterwagen, aber auch einige Personenwagen repariert. Weiterhin ließ die Deutsche Post die Bahnpostwagen der Oberpostdirektion Berlin im Görlitzer Werk instand setzen. Den bedeutendsten Umbruch brachte am 1. August 1946 die Übernahme der beiden Werke durch die Sowjetische Aktiengesellschaft für Transportmittelbau. Die Übernahme ermöglichte die Bereitstellung von 820.000 Reichsmark. Ein großer Teil des Geldes floss in neue Maschinen und Anlagen. Am 24. Februar 1947 übergab die sowjetische Gesellschaft den Betrieb in Volkseigentum an den Bevollmächtigten der sächsischen Landesregierung Alex Horstmann. Die Görlitzer Eisenbahnfahrzeugproduktion in der DDR führte den Namen und die Traditionslinie der alten WUMAG nicht weiter. Als Deutsche Waggonbau gehört das Unternehmen danach zum Bombardier-Konzern, bzw. Alstom.

### Weiterführung im VEB (WUMAG) Görlitzer Maschinenbau

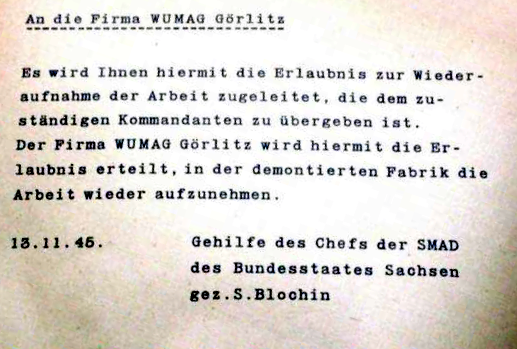
Erlaubnis zur Wiederaufnahme der Arbeit

Die WUMAG-Abteilung Maschinenbau an der Lutherstraße wurde im Mai 1945 aus dem Unternehmen ausgegliedert und agierte seitdem eigenständig. Die Genehmigung zur Wiederaufnahme der Arbeit im demontierten Werk wurde am 13. November 1945 durch die Sowjetische Militäradministration in Deutschland (SMAD) erteilt. Ab etwa 1950 gehörte das Unternehmen zum neugegründeten VEB Bergmann-Borsig. Das Unternehmen wurde in den 1970er Jahren in GMB Görlitzer Maschinenbau umbenannt. Neben den Dampfturbinen wurden auch Gasturbinen und Generatoren produziert. Noch in einer Festschrift aus den 1960er Jahren berief man sich auf die Traditionslinie der alten WUMAG, wurde jedoch spätestens ab 1975 als VEB Bergmann-Borsig/Maschinenbau Görlitz, Werk Görlitz weitergeführt. Damit endete die Geschichte der Görlitzer WUMAG.
Das Görlitzer Werk bestand jedoch fort und konzentrierte sich später auf Turbinenbau, es gehört seit der Wende zu Siemens und ist für den Bau kleiner Dampfturbinen zuständig.

### Neugründung der WUMAG Hamburg
Der Generaldirektor der WUMAG, Conrad Geerling, gründete nach dem Krieg in Hamburg eine neue Wumag. Das Unternehmen wurde mit einer Gruppe ehemaliger Görlitzer Mitarbeiter aufgebaut. Der Schwerpunkt des Unternehmens lag dabei auf dem Maschinenbau. Bereits 1953 musste die neue WUMAG Konkurs anmelden.

#### Tochterunternehmen WUMAG Niederrhein

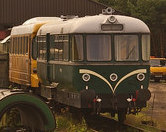
1958 erbauter Schienenbus der WUMAG Niederrhein

1946 traf Conrad Geerling sich mit dem Generaldirektor der DUEWAG, Ernst Schroeder. Es wurde vereinbart, dass dessen zweitältester Sohn, Günther Schroeder, ins Unternehmen geholt werden sollte. Nach drei Monaten Einarbeitungszeit bei WUMAG Hamburg übernahm dieser die Vertretung des Unternehmens in Krefeld. Bald erfolgte die Ausgründung als WUMAG Niederrhein, Waggon- und Maschinenbau GmbH. Das Unternehmen existiert als WUMAG texroll bis heute. Der Maschinenbau zog weitere Unternehmen der Branche nach Krefeld und prägte die Stadt nachhaltig.
Die Fahrzeugbauabteilung gab später die Fertigung von Eisenbahnfahrzeugen auf und konzentrierte sich unter dem Namen WUMAG elevant auf den Bau von Lkw-montierten Hubarbeitsbühnen.

## Auszug aus der Produktpalette (Abteilung Waggonbau)
| Bild | Bezeichnung                                                                             | Anmerkung | Fahrzeugeinsteller                   | Baujahre              |
| ---- | --------------------------------------------------------------------------------------- | --------- | ------------------------------------ | --------------------- |
|      | AT3 Wittfeld-Akkumulatortriebwagen                                                      |           | Königlich Preußische Staatseisenbahn | 1910–1914             |
|      | Straßenbahnmotorwagen T24                                                               |           | Berliner Straßenbahn                 | 1925                  |
|      | BVG-Baureihe A                                                                          |           | Berliner Verkehrsgesellschaft        | 1924–1925             |
|      | ET 169 Bauart Bernau                                                                    |           | Deutsche Reichsbahn Gesellschaft     | 1924–1925             |
|      | Straßenbahnmotorwagen                                                                   |           | Straßenbahn Den Haag                 | 1925                  |
|      | ET 89 Rübezahl                                                                          |           | Deutsche Reichsbahn Gesellschaft     | 1926                  |
|      | ET 168 Bauart Oranienburg                                                               |           | Deutsche Reichsbahn Gesellschaft     | 1926                  |
|      | AT 585–588, AT 591–592                                                                  |           | Deutsche Reichsbahn Gesellschaft     | 1927                  |
|      | Straßenbahnmotorwagen                                                                   |           | Straßenbahn Frankfurt (Oder)         | 1927                  |
|      | HHA-Baureihe A                                                                          |           | Hamburger Hochbahn                   | 1927–1928, 1940, 1943 |
|      | ET 165                                                                                  |           | Deutsche Reichsbahn Gesellschaft     | 1927–1929             |
|      | VT 757 bis 762                                                                          |           | Deutsche Reichsbahn Gesellschaft     | 1927–1929             |
|      | Straßenbahnmotorwagen                                                                   |           | Straßenbahn Görlitz                  | 1928                  |
|      | SVT 877 Fliegender Hamburger                                                            |           | Deutsche Reichsbahn Gesellschaft     | 1932                  |
|      | VT 137 005–009 und VT 137 036–047 Bauarten Berlin, Erfurt, Hannover, Köln und Wuppertal |           | Deutsche Reichsbahn Gesellschaft     | 1933–1934             |
|      | SVT 137 149–152 und SVT 137 242–232 Bauart Hamburg                                      |           | Deutsche Reichsbahn Gesellschaft     | 1935–1936             |
|      | Doppelstockzwillingssteuerwagen                                                         |           | Lübeck-Büchener Eisenbahn            | 1936–1937             |
|      | VT 137 288–295 Bauart Ruhr                                                              |           | Deutsche Reichsbahn                  | 1938                  |
|      | VT 137 326–376 Bauart Stettin                                                           |           | Deutsche Reichsbahn                  | 1940–1941             |